# ヤン・エキエル
ヤン・エキエル（ポーランド語: Jan Stanisław Ekier、1913年8月29日 - 2014年8月15日）は、ポーランドのピアニスト、教育者、作曲家。フレデリック・ショパンの研究家として知られる。

## 経歴
クラクフ生まれ。妹のハリーナ・エキエル（1915年-1962年）もピアニストだった。
ヤギェウォ大学で音楽学を学んだ後、ワルシャワ音楽院でズビグニェフ・ジェヴィエツキにピアノ、そしてカジミェシュ・シコルスキに作曲を師事する。その後、ブロニスワフ・ルトコフスキにオルガンを師事する。
1937年、ショパン国際ピアノコンクール第8位を獲得。
1944年にはワルシャワ蜂起に参加。1947年にはグダニスクのスタニスワフ・モニューシコ音楽院の設立に参加し、翌年まで学長を務めた。1962年から1969年までクラクフ音楽アカデミーの教授を務めた。
1964年から1972年、そして1974年以降、ワルシャワ国立高等音楽学校のピアノ科教授となり、ブロニスワヴァ・カヴァラ、ピオトル・パレチニ、アリツィア・パレタ＝ブガイ、河合優子などを育て           、世界各国でもマスタークラスを受け持つ。1959年からショパン・ナショナル・エディション財団によるショパン全集「ナショナル・エディション」の編集主幹となり、補遺作品集を除いて2010年に完結させる。1949年よりショパン国際ピアノコンクール審査員となり、1985年より審査員長を務める。1964年および1974年にポーランド文化大臣賞一等賞を受賞。1995年よりショパン音楽アカデミー名誉博士。2000年8月17日にポーランド復興勲章星付きコマンドルスキ十字勲章 (二等)を受章し、2010年10月21日に民間人としては最高位の白鷲勲章を受章した。
2013年8月29日に100歳の誕生日を迎えた。
2014年8月15日、ワルシャワ市内の病院で死去。

## エキエル版ナショナル・エディション
2021年現在は全音楽譜出版社が日本語版の販売を行っている。この版は公式にショパン国際ピアノコンクールで採用されている。